# Velva (Dakota del Norte)
Velva es una ciudad ubicada en el condado de McHenry en el estado estadounidense de Dakota del Norte. En el censo de 2010 tenía una población de 1084 habitantes y una densidad poblacional de 505,48 personas por km².

## Geografía
Velva se encuentra ubicada en las coordenadas 48°3′27″N 100°55′51″O / 48.05750, -100.93083. Según la Oficina del Censo de los Estados Unidos, Velva tiene una superficie total de 2.14 km², de la cual 2.14 km² corresponden a tierra firme y (0%) 0 km² es agua.

## Demografía
Según el censo de 2010, había 1084 personas residiendo en Velva. La densidad de población era de 505,48 hab./km². De los 1084 habitantes, Velva estaba compuesto por el 98.71% blancos, el 0% eran afroamericanos, el 0.37% eran amerindios, el 0.09% eran asiáticos, el 0% eran isleños del Pacífico, el 0.18% eran de otras razas y el 0.65% pertenecían a dos o más razas. Del total de la población el 1.38% eran hispanos o latinos de cualquier raza.